# Herman Hupfeld
Herman Hupfeld, född 1 februari 1894, död 8 juni 1951, var en amerikansk kompositör och sångtextförfattare. Hupfelds kanske mest kända komposition är As Time Goes By från 1931.